# Cagiva
Cagiva — итальянский производитель мотоциклов, широко известный на рынке с 1978 года. Братья Кастильони, купившие завод у компании Harley-Davidson, назвали своё детище в честь своего отца, «Кастильони Джиованни из Варесе», по первым слогам: Ca-Gi-Va (Ка-Джи-Ва).

## История

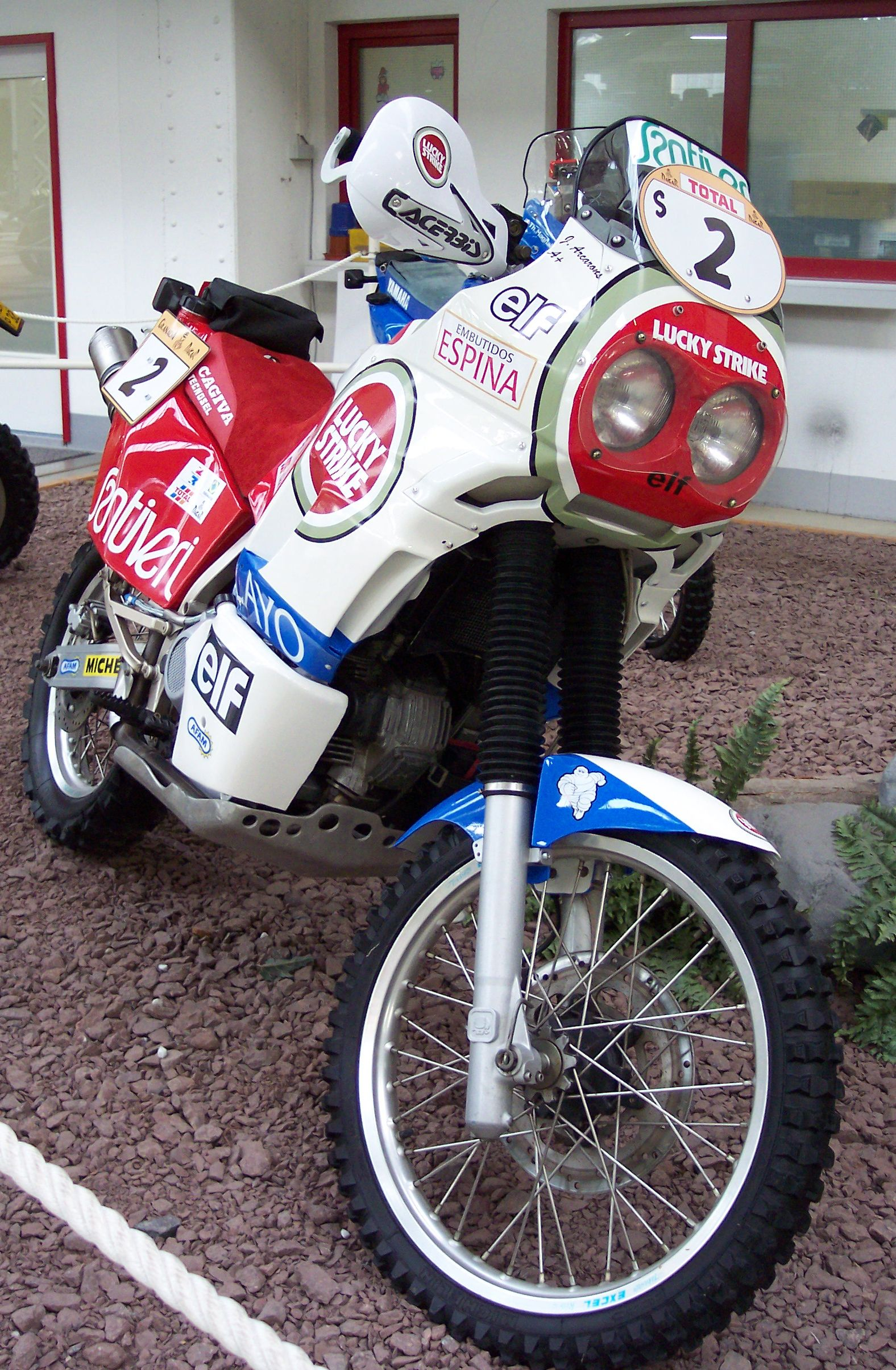
Cagiva Elefant 944 Marathon

Братья Клаудио и Джанфранко Кастильони в 1970-х годах владели несколькими металлообрабатывающими предприятиями в Италии.
В 1978 году они купили итальянский филиал американской компании Harley-Davidson, известный как мотоциклетный завод фирмы Aermacchi. Оставшиеся от американцев запасные части и конструкции мотоциклов стали основой будущего производства.
Первые мотоциклы получили название HD-Cagiva. С 1980 года мотоциклы выпускаются просто под маркой Cagiva.
В первые годы своего существования компания выпускала мотоциклы, аналогичные американским моделям (дорожные мотоциклы серии SST и мотоциклы «двойного назначения» серии SXT). Обе серии были унифицированы и оснащены одноцилиндровыми двухтактными моторами воздушного охлаждения рабочим объёмом 123, 242 и 342 см³, трубчатыми дуплексными рамами, телескопической передней вилкой и маятниковой задней подвеской. Кроме того, «Каджива» выпускала спортивные мотоциклы для мотокросса и соревнований эндуро, но ограниченными партиями. Эти мотоциклы обладали одноцилиндровыми двухтактными двигателями рабочим объёмом 124 и 239 см³.
Компания стала первой, применившей на серийном кроссовом мотоцикле двигатель жидкостного охлаждения. Модель WMXX 125 отличалась пластинчатыми клапанами, шестиступенчатой коробкой передач и магниевым кожухом двигателя.
Кризис итальянской мотопромышленности начала 1980-х годов позволяет компании «Каджива» выйти в лидеры рынка. В 1979 году было произведено 6 тыс. мотоциклов, в 1980 году — 13 тыс., в 1982 году — уже 40 тыс. машин. При этом, если в 1978 году на производстве было занято всего 130 рабочих, к 1982 году их число увеличилось до 300. При этом 50 из них были заняты в опытно-конструкторском отделе.
Первый зарубежный завод компании был открыт в 1981 году в Венесуэле. Сборка проводилась из заготовленных в Варесе узлов только для южноамериканского рынка. Затем компания выходит и на другие рынки сбыта. В частности, велись переговоры с правительством СССР о возможности производства на советской территории.
В 1983 году «Каджива» расширила модельную гамму своих мотоциклов. Появляются Cagiva Aletta Rossa W5XT 125, Ala Rossa, а также Ala Azzurra, мотоцикл с V-образным мотором Ducati, развивающий максимальную скорость 195 км/ч. В том же году на итальянском рынке появляется мотоцикл «двойного назначения» Elefant.
Осенью 1984 года выходит спортбайк GP125S, который сразу приобрёл большую популярность у итальянских подростков. Всего через год мотоцикл вышел под маркой Cagiva Aletta d’Oro.
В 1980-е годы заводская команда мотоциклистов активно участвует в чемпионатах мира по мотокроссу, широко рекламируя марку Cagiva. Дважды, в 1985 и 1986 гг, компания получала титул чемпиона мира в классе 125 см³. Начиная с 1985 года модель Elefant, специально подготовленная и оснащённая, принимает участие в знаменитом ралли Париж-Дакар. Спортивное спонсорство прекращено в 1992 году.
Постепенно компания превращается в концерн: в 1985 году к «Кадживе» присоединилась Ducati; через год была приобретена лицензия на производство шведских мотоциклов Husqvarna с правом использования названия марки. В 1987 году в состав Cagiva входит Moto Morini.
1986 год знаменуется выпуском серии T4, которая многие годы состоит в арсенале вооружённых сил многих стран Западной Европы.
Мотоцикл Cagiva Aletta d’Oro в 1987 году сменила усовершенствованная модель Cagiva Freccia, более оригинальная, с закрытым передним колесом и форсированным двигателем на 27 л. с.. К 1988 году «Каджива» улучшает данный вариант до модели Cagiva Freccia 125 C12R, которая могла разгоняться до 160 км/ч.
В 1988 году «Каджива» запустила в производство свой первый 50-кубовый мотоцикл Cocis. В том же году запускается 125-кубовый мотоцикл в американском стиле Cagiva Blues. С производства снимается Ala Azzurra. Активно модернизируется серия мотоциклов Elefant.

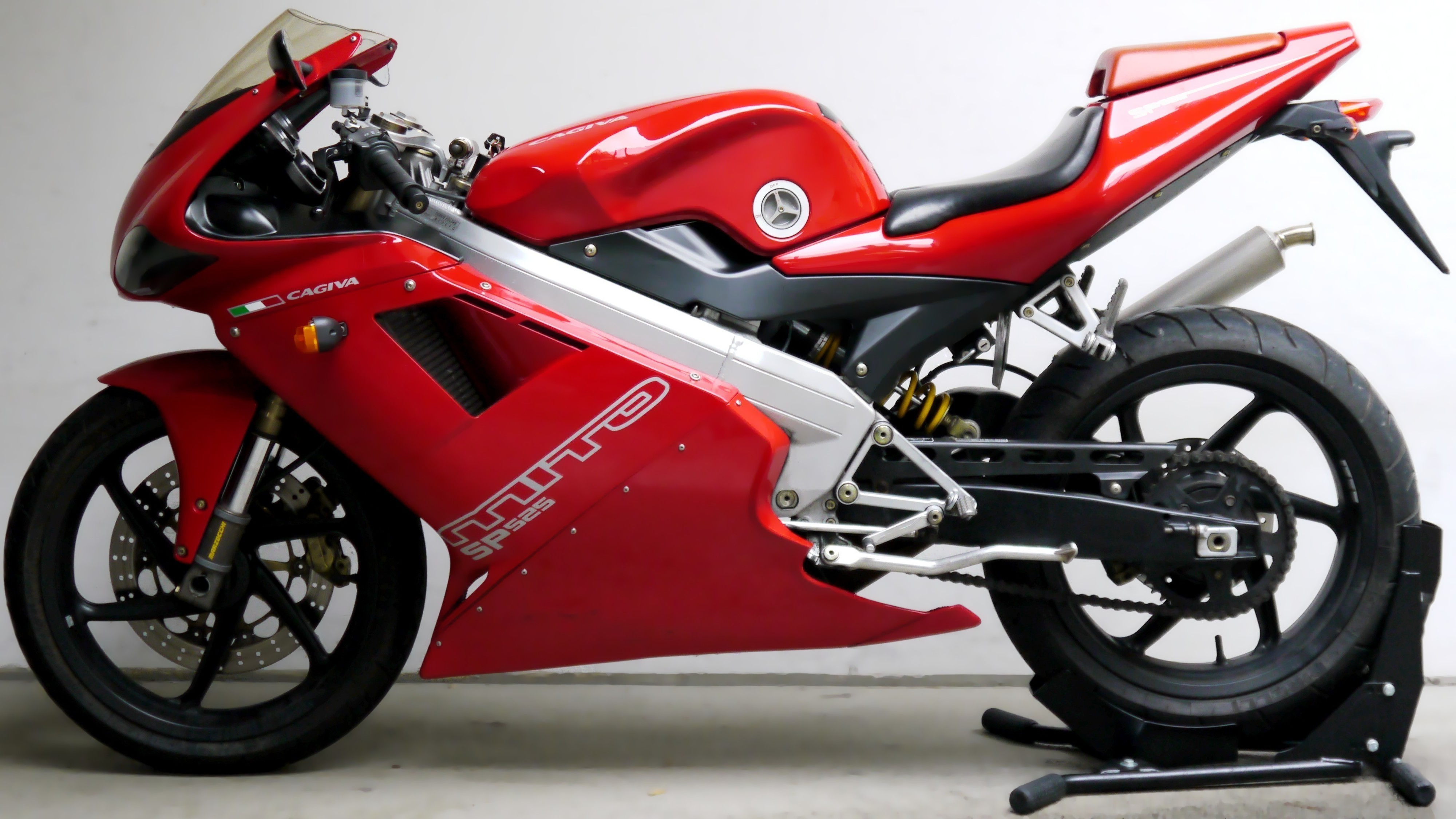
Cagiva Mito

С 1990 года начат выпуск серии Cagiva Mito, самой известной версией которой стал мотоцикл 1994 года Cagiva Mito EV. Также широкой популярностью пользовался вариант Mito спортбайк Cagiva Prima 1991 года выпуска.
В 1991 году компания под своей торговой маркой вывела на рынок скутеры тайваньского завода Sanyang. Появился «городской эндуро» Cagiva Supercity на литых семнадцатидюймовых дисках.
Серия T4 к 1993 году развилась в W16. Дефорсированная до 34 л. с. версия двигателя данной серии в 1994 году была применена в двух дорожных мотоциклах: классическом Cagiva River и «городском эндуро» Cagiva Canyon.
В начале 1990-х годов в концерн вошла чешская компания Česká zbrojovka Strakonice, производившая мотоциклы «ЧеЗет». Таким образом, братья Кастильони надеялись с помощью дешёвой рабочей силы и многообещающего спроса на лёгкие мотоциклы укрепиться на рынке Восточной Европы. В Чехии стали выпускать мотоциклы Roadster, W8 и Cucciolo (на Западе все они выпускались под маркой Cagiva). Однако покупательская способность населения стран бывшего социалистического содружества оказалась недостаточной, и к концу 1990-х годов «Каджива» отказывается от восточноевропейского завода. В это же время начинается широкомасштабный проект по разработке супермотоцикла под маркой MV Agusta, которую «Каджива» выкупила ещё в 1980-е годы. Чтобы окупить затраты, концерну пришлось продать Ducati. На грани банкротства в 1999 году «Каджива» выводит на рынок новый мотоцикл и меняет название на MV Agusta Motor S.p.A.
При этом мотоциклы под маркой Cagiva продолжают производиться. Появляются скутеры Cagiva Nuvola. Дебютирует серия мотоциклов с V-образным двигателем Suzuki TL, а также дорожно-спортивный Cagiva Raptor и эндуро для путешествий Navigator.
В июле 2001 года концерн Piaggio подписывает соглашение с MV Agusta. К Piaggio переходит 20 % акций конгломерата.
В 2007 году группа компаний MV Agusta Group продаёт компании BMW право на использование бренда Husqvarna.
В 2008 году Harley-Davidson выкупает 100 % акций MV Agusta Group за 110 млн долларов.